# Celcom
Celcom – malezyjski dostawca usług telefonii komórkowej. Należy do krajowego konglomeratu Axiata Group Berhad.
Przedsiębiorstwo zostało założone w 1988 roku.